# Robert Reed (Bischof)

Wappen von Robert Reed

Robert Philip Reed (* 11. Juni 1959 in Boston, USA) ist ein US-amerikanischer Geistlicher und römisch-katholischer Weihbischof in Boston.

## Leben
Robert Reed besuchte die Saint John Preparatory School in Danvers, Massachusetts. Er studierte Philosophie und Katholische Theologie am Priesterseminar Saint John in Brighton und anschließend als Alumne des Päpstlichen Nordamerika-Kollegs an der Päpstlichen Universität Gregoriana in Rom, wo er 1984 das Baccalaureat im Fach Katholische Theologie erwarb. 1985 erwarb er zudem an der Päpstlichen Universität Heiliger Thomas von Aquin in Rom den Master in Katholischer Theologie und 2012 den Master in Broadcast Administration an der Boston University. Reed empfing am 6. Juli 1985 das Sakrament der Priesterweihe für das Erzbistum Boston.
Von 1985 bis 1990 war Robert Reed Pfarrvikar in der Immaculate Conception Parish in Malden und von 1990 bis 1994 in der Saint Catherine of Siena Parish in Norwood. Anschließend wurde er Pfarrer der Saint Matthew Parish in Dorchester und 1997 Pfarrer der Saint Theresa of Avila Parish in Roxbury. Zusätzlich war Reed von 1992 bis 1997 Mitglied des Clergy Personnel Board und von 1993 bis 1998 Direktor des Radiosenders des Erzbistums Boston. Von 1998 bis 1999 war Reed Pfarrvikar in der All Saints Parish in Haverhill. 1999 wurde er Pfarrer der Holy Ghost Parish in Whitman. 2005 wurde Robert Reed Direktor von Catholic TV in Watertown. Zudem war er von 2013 bis 2015 Präsident ad interim von iCatholic Media. Seit 2015 war Reed zudem Sekretär der Catholic Media Group/BCTV in Braintree.
Am 3. Juni 2016 ernannte ihn Papst Franziskus zum Titularbischof von Sufar und zum Weihbischof in Boston. Der Erzbischof von Boston, Seán Patrick Kardinal O’Malley OFMCap, spendete ihm und dem mit ihm ernannten Mark O’Connell am 24. August desselben Jahres die Bischofsweihe. Mitkonsekratoren waren der Bischof von Portland, Robert Deeley, und der Bostoner Weihbischof Arthur Kennedy.